# Two-Faced
Albums de Tankard
Stone Cold Sober
(1992) The Tankard
(1995)
Two-Faced est le sixième album studio du groupe de thrash metal allemand Tankard. L'album est sorti en février 1994 sous le label Noise Records.
C'est le dernier album de Tankard enregistré avec le guitariste Axel Katzmann et avec le batteur Arnulf Tunn au sein de la formation. Il s'agit donc également du dernier album du groupe enregistré avec cinq membres puisque Axel Katzmann ne sera pas remplacé par la suite.

## Musiciens
- Andreas Geremia - Chant
- Frank Thorwarth - Basse
- Andy Bulgaropulos - Guitare
- Axel Katzmann - Guitare
- Arnulf Tunn - Batterie

## Liste des morceaux
1. Death Penalty 05:03
2. R.T.V. 04:33
3. Betrayed 03:33
4. Nation Over Nation 04:11
5. Days of the Gun	05:32
6. Cities in Flames 04:17
7. Up From Zero 05:48
8. Two-Faced 04:59
9. Ich brauch' meinen Suff 02:54
10. Cyberworld 04:51
11. Mainhattan 04:24
12. Jimmy B. Bad 02:47